# SecureDrop
SecureDrop és una plataforma de programari lliure per a la comunicació segura entre periodistes i fonts (alertadors). Va ser dissenyat i desenvolupat originalment per Aaron Swartz i Kevin Poulsen sota el nom de DeadDrop. James Dolan també va co-crear el programari.

## Història
Després de la mort d'Aaron Swartz, la primera instància de la plataforma va ser llançada sota el nom de Strongbox pel personal de The New Yorker el 15 de maig de 2013. La Freedom of the Press Foundation es va fer càrrec del desenvolupament de DeadDrop sota el nom de SecureDrop, i des de llavors ha col·laborat amb la seva instal·lació a diverses organitzacions de notícies, com ProPublica, The Guardian, The Intercept i The Washington Post.

## Seguretat
SecureDrop utilitza la xarxa d'anonimat Tor per facilitar la comunicació entre els denunciants, els periodistes i les organitzacions de notícies. Per tant, els llocs SecureDrop només són accessibles com a serveis ocults a la xarxa Tor. Després que un usuari visiti un lloc web de SecureDrop, se li dona un nom de codi generat aleatòriament. Aquest nom de codi s'usa per enviar informació a un autor o editor concret mitjançant la càrrega. Els periodistes d'investigació poden contactar amb el denunciant mitjançant la missatgeria de SecureDrop. Per tant, el denunciant ha de prendre nota del seu nom de codi aleatori.
El sistema utilitza servidors privats i separats que estan en poder de l'organització de notícies. Els periodistes fan servir dues unitats flash USB i dos ordinadors personals per accedir a les dades de SecureDrop. El primer ordinador personal accedeix a SecureDrop a través de la xarxa Tor, i el periodista fa ús de la primera unitat flaix per descarregar dades xifrades del servidor de descàrrega segur. El segon ordinador personal no es connecta a Internet i s'esborra durant cada reinici. La segona unitat flaix conté un codi de desxifrat. La primera i la segona unitats flash s'insereixen al segon ordinador personal i el material es posa a disposició del periodista. L'ordinador personal s'apaga després de cada ús.
La Freedom of the Press Foundation ha declarat que tindrà el codi SecureDrop i l'entorn de seguretat auditats per un tercer independent abans de cada llançament de la versió principal i després publicar-ne els resultats. La primera auditoria va ser realitzada pels investigadors de seguretat de la Universitat de Washington i Bruce Schneier. La segona auditoria va ser duta a terme per Cure53, una empresa de seguretat alemanya.
SecureDrop suggereix fonts que desactiven JavaScript per protegir l'anonimat.

## Organitzacions destacades que utilitzen SecureDrop
La Freedom of the Press Foundation ara manté un directori oficial d'instàncies de SecureDrop. Aquesta és una llista parcial d'instàncies a organitzacions de notícies destacades.
| Nom de l'organització                 | Data d'execució        |
| ------------------------------------- | ---------------------- |
| The New Yorker                        | 15 de maig de 2013     |
| Forbes                                | 29 d'octubre de 2013   |
| Bivol                                 | 30 d'octubre de 2013   |
| ProPublica                            | 27 de gener de 2014    |
| La intercepció                        | 10 de febrer de 2014   |
| Guardian de la badia de San Francisco | 18 de febrer de 2014   |
| The Washington Post                   | 5 de juny de 2014      |
| The Guardian                          | 6 de juny de 2014      |
| The Globe and Mail                    | 4 de març de 2015      |
| Ràdio-Canadà                          | 20 de gener de 2016    |
| Canadian Broadcasting Corporation     | 29 de gener de 2016    |
| Premsa associada                      | 18 d'octubre de 2016   |
| The New York Times                    | 15 de desembre de 2016 |
| Notícies de BuzzFeed                  | 21 de desembre de 2016 |
| USA Today                             | 22 de febrer de 2017   |
| Notícies de Bloomberg                 | Desconegut             |
| El Wall Street Journal                | Desconegut             |
| Després d'això                        | Desconegut             |
| Disclose                              | Desconegut             |
| Australian Broadcasting Corporation   | 28 de novembre de 2019 |

## Premis
- 2016: Free Software Foundation, Free Software Award, Premi a Projectes de Benefici Social[29]